# Gannia idioceroides
Gannia idioceroides är en insektsart som beskrevs av Ernst Evald Bergroth 1920. Gannia idioceroides ingår i släktet Gannia och familjen dvärgstritar. Inga underarter finns listade i Catalogue of Life.